# Geografia da Abecásia
A Abecásia se localiza no Cáucaso, entre a Ásia e a Europa. É uma região coberta por montanhas, cujas costas são banhadas pelo mar Negro. De seus 8.700 km² de extensão, cerca de 75% correspondem a zonas montanhosas, especialmente na zona oriental, próxima à Suanécia, onde algumas montanhas ultrapassam os 4.000 metros de altitude. Os diferentes "braços" que se desprendem da cordilheira principal do Cáucaso formam profundos vales, cruzados por trechos de leitos fluviais pequenos, porém importantes. Um destes é o lago Ritsa, ao norte de Gagra, considerado um dos lagos montanhosos mais belos do mundo. Neste ambiente encontra-se também a caverna mais profunda da Terra, a Krubera-Voronya, situada no maciço de Arabika, que chega a uma profundidade de 2.191 metros abaixo do nível do mar, na qual a investigadora portuguesa Ana Sofia Reboleira encontrou a comunidade subterrânea mais profunda do planeta.

## Topografia
De seus 8.700 km² de extensão, cerca de 75% correspondem a zonas montanhosas, especialmente na zona oriental, próxima à Suanécia, onde algumas montanhas ultrapassam os 4.000 metros de altitude
No país encontra-se também a caverna mais profunda da Terra, a Krubera-Voronya, situada no maciço de Arabika, que chega a uma profundidade de 2.160 metros abaixo do nível do mar.

## Hidrografia
Os diferentes "braços" que se desprendem da cordilheira principal do Cáucaso formam profundos vales, cruzados por trechos de leitos fluviais pequenos, porém importantes. Um destes é o lago Ritsa, ao norte de Gagra, considerado um dos lagos montanhosos mais belos do mundo.

## Flora
Grande parte do território da Abecásia (cerca de 70%) está coberto por bosques de carvalhos, faias e amieiros. No intervalo de altitude que vai do nível do mar até os 600 metros, a região é rica em bosques caducifólios. Acima deste nível, e até 1.800 metros de altura, proliferam diversas espécies de coníferas, incluindo algumas das árvores mais altas da Europa, como abetos que superam os 70 metros. Já entre 1.800 e 2.900 metros de altitude, encontram-se planícies com características alpinas, e, finalmente, acima disto, se estendem as neves eternas da cordilheira, e os glaciares.

## Clima
A Abecásia goza dum clima subtropical temperado, devido ao efeito regulador do mar Negro e ao "biombo climático" formado pelo Cáucaso, que evita a entrada dos ventos frios boreais. A média anual de temperaturas alcança os 15°C, com mínimas de 4 °C no inverno (em janeiro) e máximas de 23 °C no verão (em julho). As precipitações oscilam entre os 1.100 e 1.500 milímetros de chuva anuais, e a umidade do ar é relativamente baixa. Acima dos 1.000 metros acima do nível do mar, a amplitude térmica aumenta, e se produzem invernos e verões mais duros, formando um clima de características continentais. Acima dos 2.000 metros de altitude prevalece o clima de montanha, e as temperaturas baixam consideravelmente. Nas regiões do interior as precipitações aumentam, podendo chegar a 3.500 milímetros anuais nas zonas montanhosas. A neve pode se acumular até ultrapassar os cinco metros de altura, em certas regiões mais próximas ao Cáucaso; as avalanches representam um perigo latente nos poucos centros habitados destas regiões.